# Polskie Towarzystwo Gimnastyczne „Sokół”

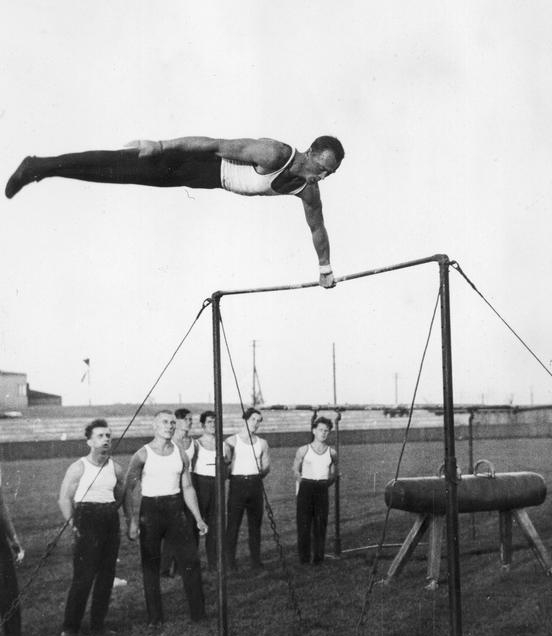
Wilhelm Breguła podczas ćwiczeń na drążku gimnastycznym w czasie jubileuszowego zlotu okręgu śląskiego Towarzystwa Gimnastycznego „Sokół”, Katowice 1935

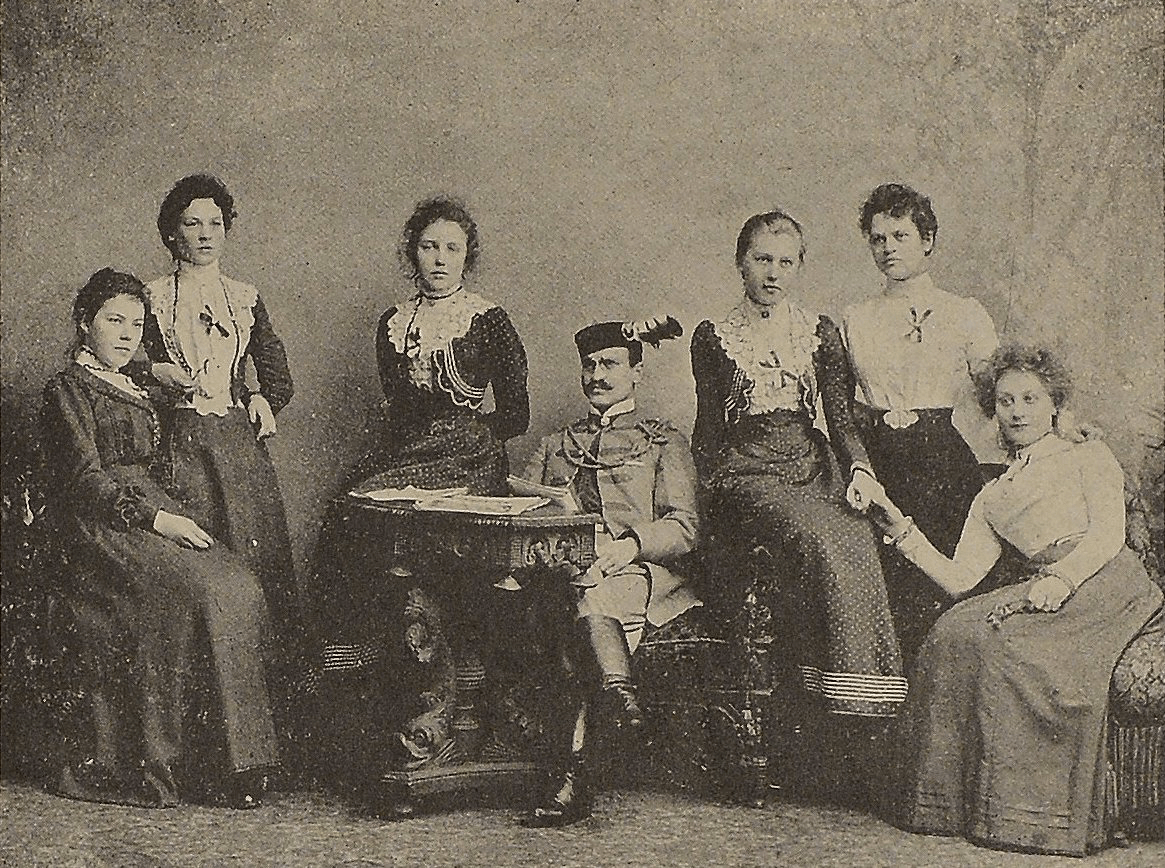
Druh Paczosa i żeńska sekcja TG Sokół w Cieszynie (1900)

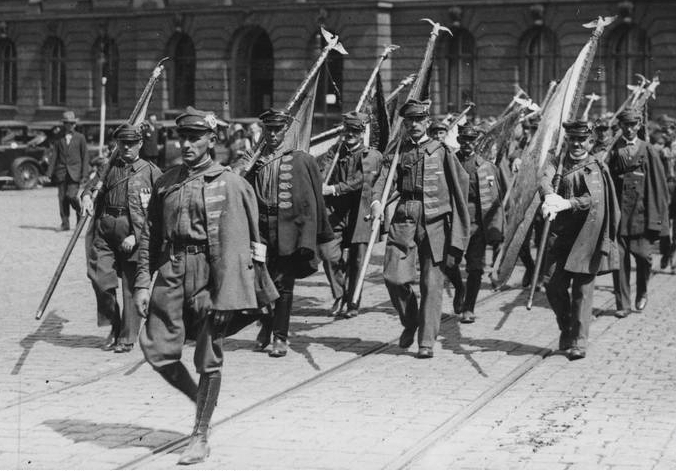
Poznańskie gniazdo Sokołów na paradzie w Poznaniu w 1932 roku

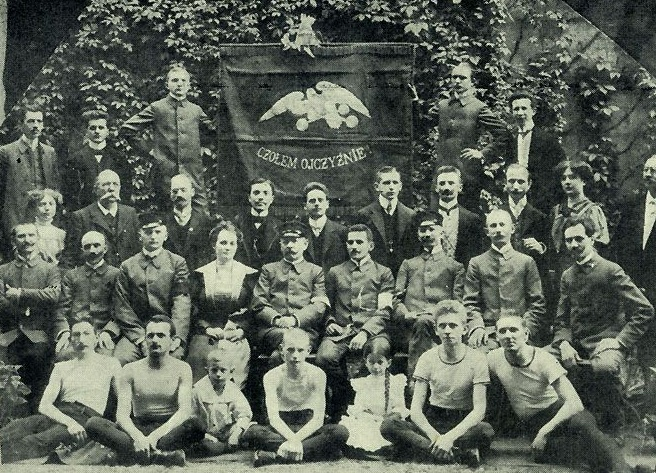
Towarzystwo Gimnastyczne „Sokół” we Wrocławiu w 1910 roku

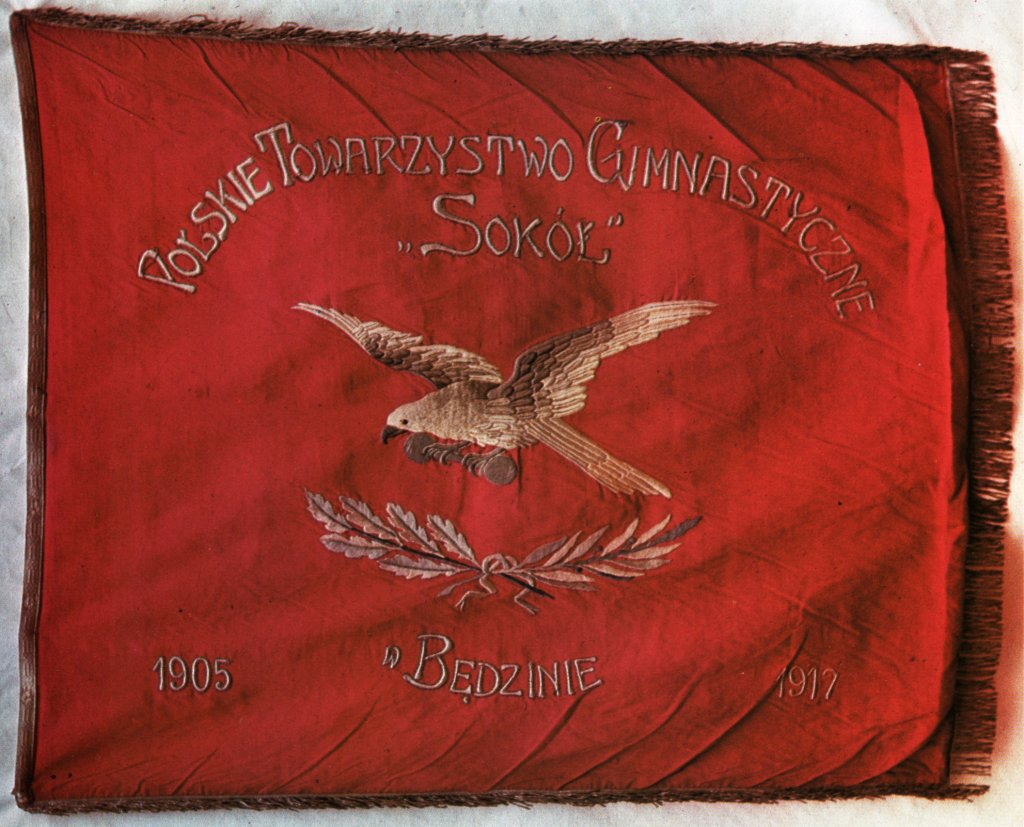
Sztandar Towarzystwa Gimnastycznego „Sokół” w Będzinie z 1905 roku

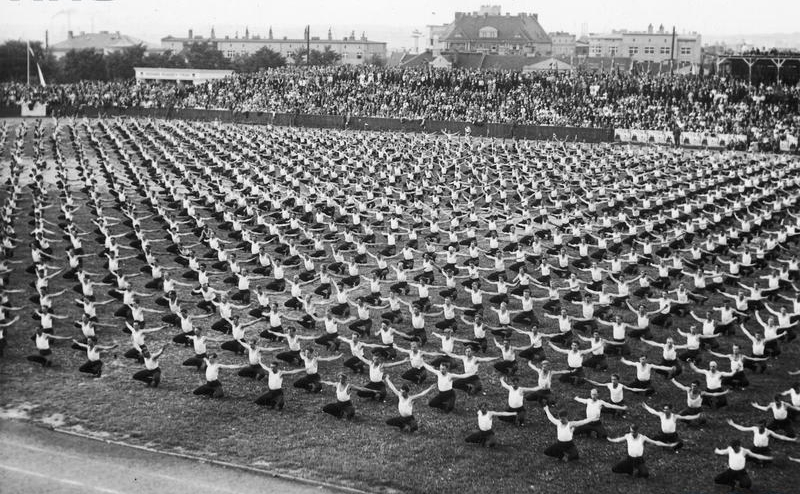
VIII ogólnopolski zlot Towarzystwa Gimnastycznego „Sokół” w Katowicach w 1937 roku

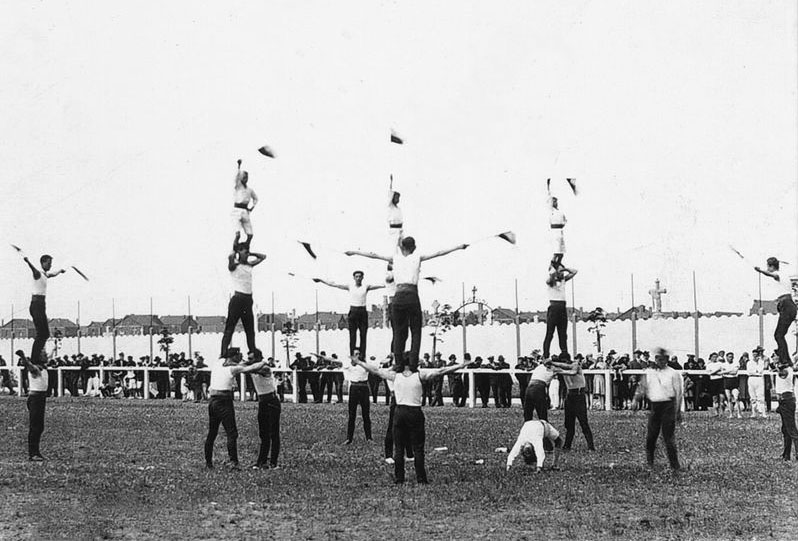
Pokaz gimnastyczny Tow. „Sokół” Dechy w północnej Francji koło Douai w latach dwudziestych

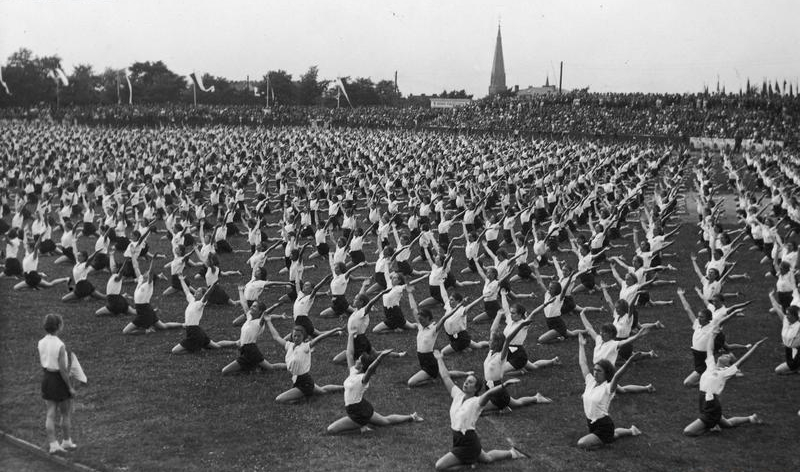
Pokaz gimnastyczny sekcji kobiecych na VIII ogólnopolskim zlocie Towarzystwa Gimnastycznego „Sokół” – Katowice, 1937 r.

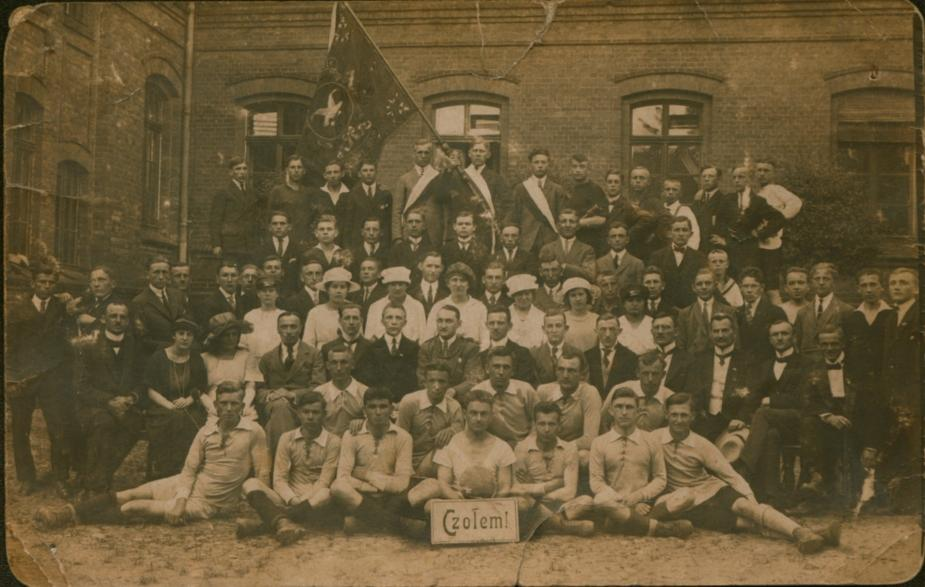
Zarząd i członkowie „Sokoła” kościerskiego ok. 1925 r.

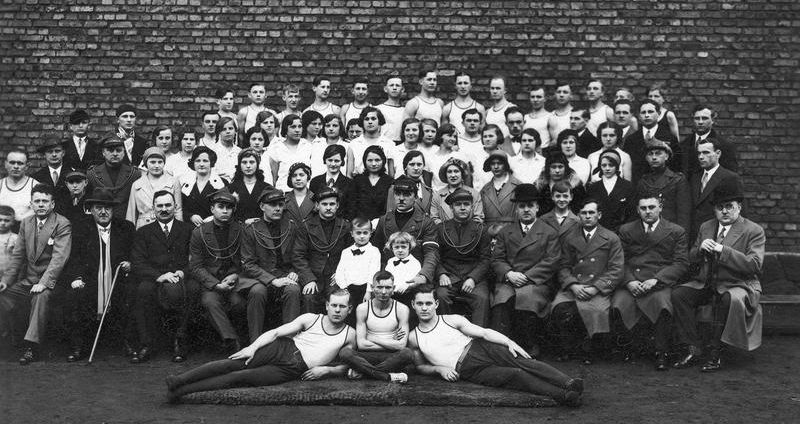
Towarzystwo Gimnastyczne „Sokół” w Katowicach sekcja Katowice-Załęże w 1932 r.

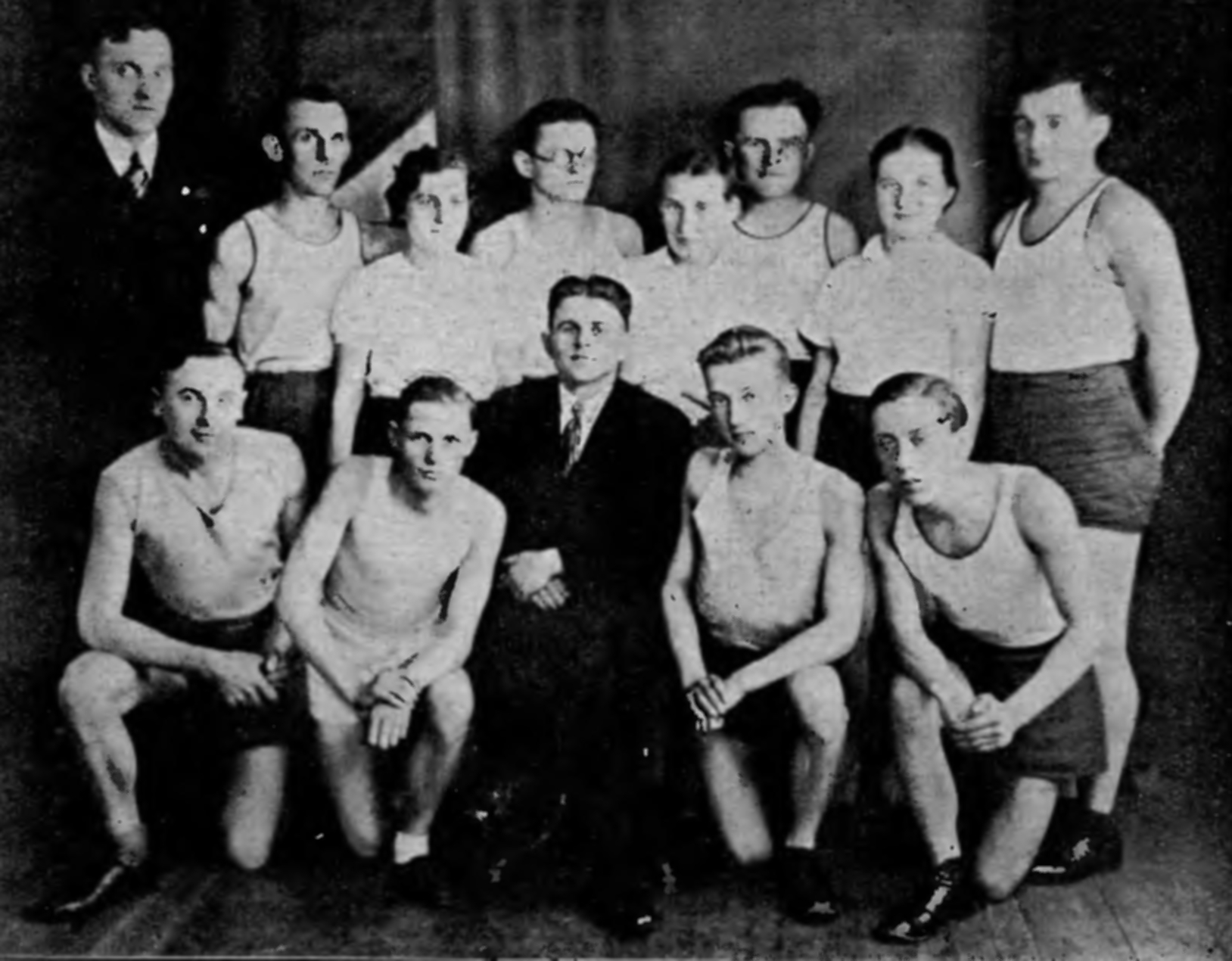
Sekcja lekkoatletyczna TG „Sokół” w Czeladzi (1936)

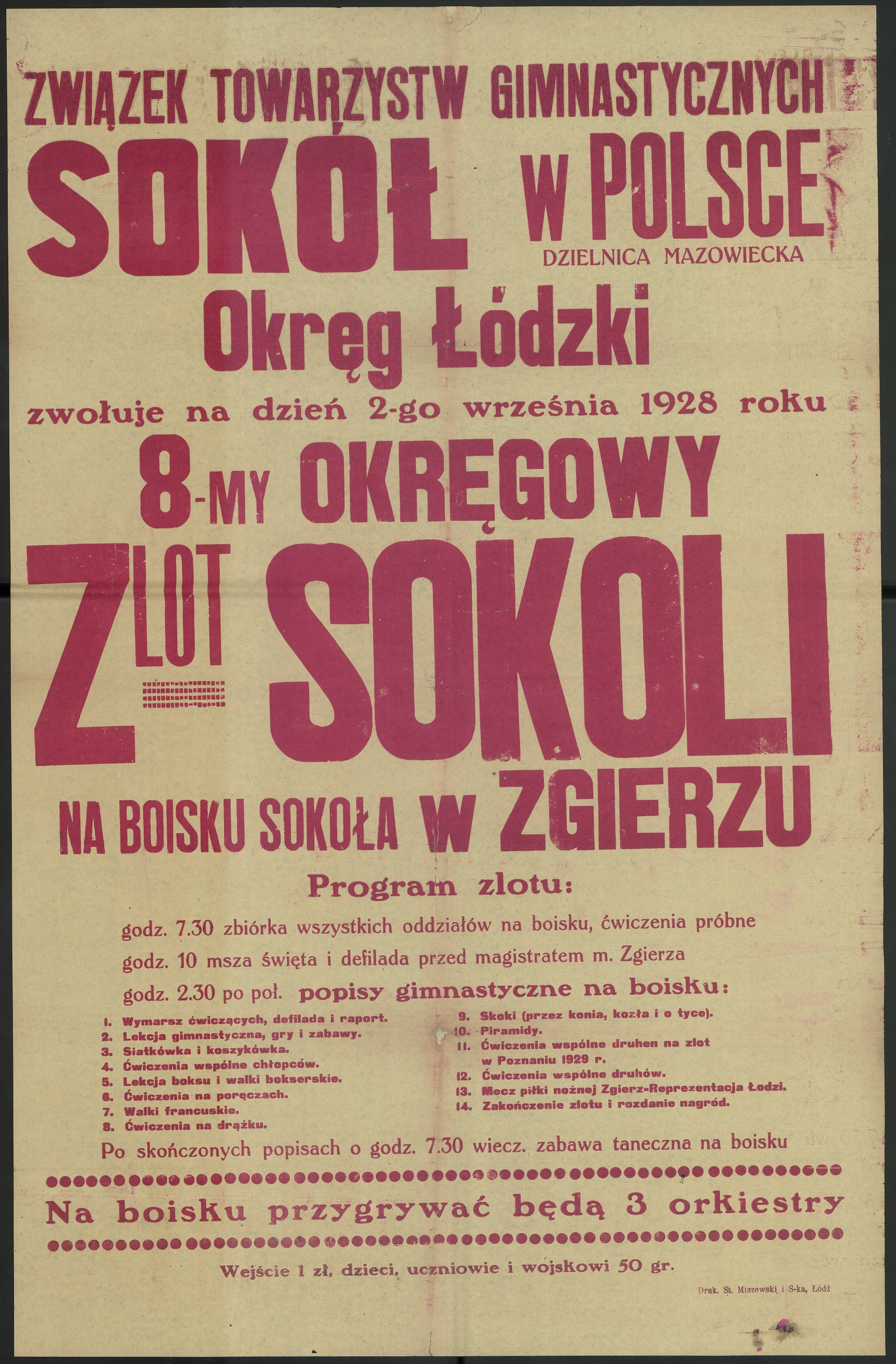
Plakat reklamujący imprezy sportowe w czasie okręgowego Zlotu Sokołów w Łodzi w 1928 r.

Towarzystwo Gimnastyczne „Sokół” – pionierska organizacja wychowania fizycznego i sportu w Polsce. Najstarsze polskie towarzystwo gimnastyczne, którego członkowie przyczynili się m.in. do popularyzacji gimnastyki w społeczeństwie polskim, powstania wielu klubów sportowych i Związku Harcerstwa Polskiego. „Sokół” działał w okresie zaborów, po odzyskaniu niepodległości i w całym okresie międzywojennym XX w. Zdelegalizowany przez komunistów, po II wojnie światowej i zakazany w okresie Polskiej Rzeczypospolitej Ludowej. Pierwsze gniazda reaktywowanego „Sokoła” zaczęły powstawać dopiero po upadku komunizmu w Polsce w 1989 r. w III Rzeczypospolitej.

## Cel i formuła
Organizacja propagowała sport, gimnastykę i zdrowy styl życia. Postulowała podnoszenie sprawności fizycznej polskiej młodzieży, popularyzowała sporty letnie oraz zimowe, a także wyrabianie tężyzny fizycznej i sił moralnych. Towarzystwo hołdowało ideom olimpijskim zaczerpniętym z antycznych ideałów wychowawczych, co wyrażało motto organizacji „W zdrowym ciele zdrowy duch” inspirowane klasyczną łacińską sentencją rzymskiego poety Juwenalisa mens sana in corpore sano.

„Mens sana in corpore sano oto hasło, w imię którego Sokół dąży do rozwoju sił fizycznych; brutalną zaś siłą, używaną w celach przemocy nad słabszym Sokół pogardza”.
„Srebrna księga Sokolstwa Polskiego na Śląsku” 1920.

Deklarowanymi celami organizacji zawartymi w ustawach opublikowanych w 1910 r. w Poznaniu były:
- Pielęgnowanie gimnastyki,
- Rozbudzanie ducha towarzyskiego przez urządzanie popisów publicznych, zabaw zimowych i letnich, wycieczek itp.,
- Szerzenie wśród członków oświaty narodowej i budzenie ducha obywatelskiego.

Jednym z deklarowanych celów towarzystwa – zgodnie z ideałami jego twórców – było również podtrzymywanie i rozwijanie świadomości narodowej oraz postaw obywatelskich. Symbolem ruchu był sokół w locie trzymający sztangę do ćwiczeń. Sokół ten w okresie zaborów pełnił również funkcję zakamuflowanego przed władzami zakazanego symbolu narodowego Polaków Orła białego. Towarzystwo posiadało również własny Marsz Sokołów pełniący funkcję hymnu organizacji. Członkowie organizacji witali się zawołaniem „Czołem!” oraz „Czuwaj!”, które później przejęte zostało przez polskich harcerzy.
Organizacja miała od początku charakter otwarty. Mogli do niej należeć wszyscy bez względu na przynależność społeczną, polityczną oraz płeć. Propagowała higienę, aktywność fizyczną oraz zachowania prozdrowotne wśród społeczeństwa polskiego.

## Strój
Strój sokoła przypominał mundur i składał się z rogatywki z piórem, czamary kroju wojskowego z rabatami, noszonej często na lewym ramieniu, spodni spiętych szerokim pasem z klamrą ozdobioną inicjałem, wpuszczonych w wysokie buty oraz karmazynowej koszuli ze stojącym kołnierzykiem spiętym okrągłą zapinką z wizerunkiem sokoła.

## Historia
Polskie organizacje sokole powstawały na terytorium kraju będącego pod zaborami, które nastąpiły w latach 1772–1795 oraz obszarach historycznie związanych z państwem polskim, a także tam gdzie mieszkała polska mniejszość oraz gdzie emigrowali Polacy. Do momentu utworzenia niepodległego państwa polskiego w 1918 r. organizacja nie była jednorodna i istniało początkowo wiele oddzielnych, regionalnych organizacji, głównie działających w trzech zaborach. Scalenie w jednolitą organizację Towarzystw Gimnastycznych „Sokół” odbyło się na zjeździe 13 kwietnia 1919 w Warszawie, który poprzedziły regionalne zjazdy (na Śląsku oraz w Zagłębiu Dąbrowskim w 1918 r.). Połączyły się wówczas trzy związki: Związek Sokołów Polskich w Państwie Niemieckim, Związek Sokołów Polskich w państwie Austriackim oraz Związek Sokołów Polskich w państwie Rosyjskim w Związek Towarzystw Gimnastycznych „Sokół” w Polsce.
Organizacja pod zaborami funkcjonowała w warunkach represji wszystkich władz zaborczych, szykan oraz aresztowań członków. Najlepsze warunki działalności ruch sokoli miał w zaborze austriackim (w Galicji) i należącym także do Austrii Śląsku Cieszyńskim, gdzie organizacje sokole powstały najszybciej, były najliczniejsze i gdzie Polacy cieszyli się największym liberalizmem i swobodami, oraz pozwalano na rozwój polskości, polskich organizacji i tradycji. Bardziej represyjnym zaborem był zabór pruski, gdzie wielokrotnie delegalizowano ruch sokoli, zamykano lokale, rekwirowano majątek oraz aresztowano członków ruchu (zarówno na terenie zaboru pruskiego, jak i na Śląsku, głównie Górnym). Największe represje miały miejsce w zaborze rosyjskim, gdzie towarzystwa gimnastyczne powstawały najpóźniej i gdzie przez cały czas działały de facto nielegalnie.

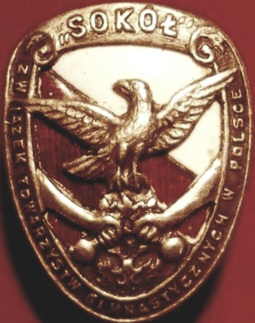
Związek Towarzystw Gimnastycznych w Polsce Sokół – znaczek

### Związek Sokołów Polskich w Austrii (Austro-Węgry)
Pierwsze gniazdo towarzystwa założono 7 lutego 1867 we Lwowie, na wzór czeskiego Sokoła, utworzonego przez Mirosława Tyrsza w 1862 r. Pierwszymi działaczami sokolimi we Lwowie byli: Klemens Żukotyński, Ludwik Goltental, Jan Żaplachta-Zapałowicz, Józef Milleret, Jan Dobrzański, Antoni Durski, Żegota Krówczyński, Władysław Janikowski.
Towarzystwo Gimnastyczne „Sokół” we Lwowie – zwane później „Sokołem Macierzą” – przez okres pierwszych 17 lat działało jako jedyne na ziemiach polskich. Jego kolejne gniazda powstawały pierwotnie w Galicji, gdyż to właśnie w tym zaborze Polacy posiadali największą swobodę działania, m.in. tak powstało w Jaworznie. Jako pierwsze poza Lwowem, zawiązały się w 1884 r. gniazda – filie w Tarnowie i Stanisławowie. Rok następny wzbogacił sokolstwo o cztery nowe, ważne placówki: w Przemyślu, Krakowie, Kołomyi i Tarnopolu. W 1887 r. powstała filia w Nowym Sączu, w tym samym roku w Jaśle, a w 1889 r. w Sanoku, w 1892 r. w Gorlicach. Szczególnie ważne okazało się powstanie silnej organizacji sokolej w Krakowie, która zaczęła aktywnie oddziaływać na powstawanie nowych gniazd w Galicji Zachodniej. W 1892 r. powstała jednolita organizacja pod nazwą „Związek polskich gimnastycznych Towarzystw sokolich w cesarstwie austriackim”, której siedzibą był Lwów. Podczas II Zlotu, który odbył się w 1894 r. we Lwowie Związek otrzymał sztandar. Projekt przygotował Stanisław Dębicki, a haft wykonano w stowarzyszeniu pracy kobiet we Lwowie pod kierunkiem Bronisławy Czajkowskiej. Sokoła za którym wstaje słońce wolności wyszyła M. Nowakowa. Otaczały go herby miast będących siedzibami towarzystw związkowych. W momencie wręczenia miał tylko jedno lico, na drugiej stronie miał znaleźć się wyhaftowany na białym tle obraz Matki Boskiej Częstochowskiej, który znajdował się na wystawie. W 1894 r. podjęto decyzję na podział obszaru na 7 okręgów technicznych na terenie Galicji:
I krakowski z gniazdami: Kraków, Bochnia, Jaworzno, Myślenice, Oświęcim, Podgórze, Wadowice, Wieliczka i Żywiec
II tarnowski z gniazdami: Tarnów, Brzesko, Dąbrowa, Gorlice, Limanowa, Nowy Sącz, Pilzno, Stary Sącz i Wojnicz
III rzeszowski z gniazdami: Rzeszów, Brzozów, Jasło, Krosno, Łańcut, Ropczyce, Tarnobrzeg, Tyczyn
IV przemyski z gniazdami: Przemyśl, Jarosław, Jaworów, Radymno, Sambor, Sanok, Zagórz
V lwowski z gniazdami: Lwów I, Chodorów, Drohobycz, Gródek, Lwów II, Rohatyn, Stryj, Sokal, Żółkiew
VI tarnopolski z gniazdami: Tarnopol, Brody, Brzeżany, Trembowla, Założyce, Zbaraż, Złoczów
VII stanisławowski z gniazdami: Stanisławów, Buczacz, Czerniowce, Czortków, Delatyn, Kalusz, Kołomyja, Śniatyn, Zaleszczyki
Nowe gniazda były przydzielane do właściwego okręgu. Okręgi organizowały ćwiczenia, lustracje techniczne i zloty okręgowe.
Tworzono oddziały konne, wioślarskie, kolarskie, sekcje gimnastyczne (prof. Piasecki, dr. Wyrzykowski, Walerian Sikorski).
Oprócz austriackiej Galicji, gniazda Polskiego Towarzystwa Gimnastycznego „Sokół” również powstawały na należącym także do Austrii i zamieszkałym przez Polaków Śląsku Cieszyńskim. Pierwsze gniazdo Sokoła na Śląsku Cieszyńskim powstało w Cieszynie w 1891 r. (Towarzystwo Gimnastyczne „Sokół” w Cieszynie) i pierwotnie zostało ono podporządkowane pod okręg I krakowski, mimo że Śląsk Cieszyński nie należał do Galicji, lecz do innej prowincji, ale podporządkowano pod okręg krakowski, ponieważ pozostała część Śląska, gdzie powstawały gniazda Sokołów, należała do państwa niemieckiego.
Gniazda Polskiego Towarzystwa Gimnastycznego „Sokół” w Galicji i na Śląsku Cieszyńskim, aż do odzyskania niepodległości przez Polskę w 1918 r., cieszyły się największą swobodą działania ze względu na przynależność do państwa austriackiego, które darzyło Polaków największą sympatią.

### Związek Sokołów Polskich w Państwie Niemieckim
Pierwsze gniazdo w zaborze pruskim Towarzystwa Gimnastycznego „Sokół”, zaczęło działać w 1884 r. w Inowrocławiu, a następne powstały kolejno w 1886 r. w Poznaniu (Towarzystwo Gimnastyczne „Sokół” w Poznaniu) i w Bydgoszczy, w 1893 r. w Toruniu czy w 1896 r. w Kościerzynie. W 1893 roku również następuje integracja organizacji sokolskich działających w regionie w „Związek Sokołów Wielkopolskich”, w którego skład wchodzi 9 gniazd: inowrocławskie, kruszwickie, bydgoskie, poznańskie, szamotulskie, śremskie, berlińskie, pleszewskie oraz ostrowskie.
Pierwsze gniazdo Sokoła na Śląsku powstało we Wrocławiu na Dolnym Śląsku. Było to Towarzystwo Gimnastyczne „Sokół” we Wrocławiu, założone 21 lipca 1894. Drugie śląskie gniazdo założono na Górnym Śląsku w Bytomiu. Towarzystwo Gimnastyczne „Sokół” w Bytomiu założył 25 września 1895 robotnik Józef Tucholski. Później powstały także inne śląskie gniazda organizacji jak np. w 1896 r. Towarzystwo Gimnastyczne „Sokół” w Katowicach. Do wybuchu I wojny światowej powstało ich na Śląsku 23, a w 1919 działało ich już 59. Dnia 31 grudnia 1920 dzielnica śląska Sokoła zrzeszała około 20 tys. osób rozlokowanych w 265 gniazdach znajdujących się na całym obszarze Górnego Śląska.

### Związek Sokołów Polskich w Rosji
Najpóźniej organizacje sokolskie tworzą się w zaborze rosyjskim. Po 1905 r. powstały związki w Królestwie Kongresowym, na tzw. ziemiach zabranych czy bezpośrednio w Rosji. Po Zlocie Grunwaldzkim w Krakowie pod zaborem austriackim (1910) zaczęto tworzyć Polowe Drużyny Sokole (wojskowe) i skauting. Najwcześniej oraz najliczniej drużyny sokole utworzyły się w Zagłębiu Dąbrowskim, potem także w Warszawie, na Mazowszu i innych częściach Królestwa Kongresowego (Kielce, Łódź, Lublin, Radom itd.). W latach 1905–1907 w regionie tym powstało piętnaście nowych gniazd sokolich. Siedzibą polskiego ruchu gimnastycznego w całym Królestwie Polskim był w tym rejonie Sosnowiec. Oprócz tego, gniazda powstawały również na ziemiach zabranych, m.in. w Białymstoku, Grodnie czy Wilnie.
Wybuch wojny światowej w 1914 r., spowodował przystąpienie „Sokoła” w Małopolsce do Legionów Polskich (głównie II Brygady pod dowództwem gen Józefa Hallera). Wydarzenie to zapoczątkowało nową kartę w dziejach organizacji. Skutkami wojny były znaczne zniszczenia majątku trwałego i znaczne rozbicie organizacji.

### „Sokół” w II Rzeczypospolitej: scalenie, reorganizacja
Po utworzeniu w 1918 r. niepodległego państwa polskiego siedziba Związku została przeniesiona do Warszawy. Organizacja została scalona i zreorganizowana. W okresie międzywojennym Związek Towarzystw Gimnastycznych „Sokół” w Polsce był członkiem Międzynarodowej Federacji Gimnastycznej.
Zgodnie z przyjętym w 1921 r. statutem zaczęła obowiązywać nowa organizacja. Wszystkie Towarzystwa podzielono na Okręgi. W skład Okręgu wchodziło kilka lub kilkanaście Towarzystw. Okręgi łączyły się w Dzielnice. Powstało 6 dzielnic: krakowska, małopolska, śląska, mazowiecka, pomorska i wielkopolska, a w 1923 roku powstała we Francji 7 dzielnica, w której skład weszły też towarzystwa sokole z Belgii i Holandii.
Organizacja reprezentowała Polskę na wielu międzynarodowych zawodach jakie odbywały się za granicą. W 1923 r. wzięła udział w wielkich międzynarodowych zawodach w Austrii. W maju 1925 r. drużyna sokolska brała udział w Międzynarodowych Zawodach Gimnastycznych w Asti we Włoszech. Miejscowe Towarzystwo Gimnastyczne „Fulgor” pod patronatem następcy tronu włoskiego obchodziło 25. lecie działalności organizując międzynarodowe zawody gimnastyczne. W wydarzeniu tym wzięła udział dziesięcioosobowa drużyna polskich sokołów złożona głównie z członków gniazda poznańskiego w składzie: Chałupka, Nochowicz, Jóźwiak, Nawrot, Baraniak, Patalas oraz Tadeuszczak. Zaprezentowali pokaz ćwiczeń gimnastycznych według systemu szwedzkiego zdobywając pierwsze miejsce oraz puchar.
W 1928 r. dzięki zabiegom oraz mecenatowi finansowemu prezesa organizacji Adama Zamoyskiego Związek szkoli polską reprezentację gimnastyczną na Letnie Igrzyska Olimpijskie w Amsterdamie. Przygotowania do zawodów odbyły się w jego majątku w Kozłówce. W olimpiadzie tej polscy gimnastycy wzięli udział jedynie w Pokazie Narodów i nie uczestniczyli w medalowych dyscyplinach indywidualnych.

### II wojna światowa: prześladowanie, eksterminacja
Rozwój organizacji przerwał ponownie wybuch II wojny światowej. Charakter organizacji prowadzącej przysposobienie wojskowe oraz jej patriotyczny i niepodległościowy charakter był przyczyną zbrodni ze strony Niemiec i zbrodni ze strony ZSRR dokonywanych na członkach tej organizacji w czasie wojny.

### „Sokół” w PRL: delegalizacja i cenzura
Po II wojnie światowej ocaleli członkowie podjęli próby reaktywowania organizacji. Pierwsze gniazdo „Sokoła” reaktywowało się w Krakowie już w 1945 r. i od początku podejmowało wysiłki w celu odnowienia działalności w skali ogólnopolskiej. 9 września 1945 członkowie zwołali w tym celu Ogólnopolski Zjazd Sokolstwa, na który przybyło do Krakowa ok. 100 delegatów z całej Polski. Jako kontynuację przedwojennego Związku powołano Tymczasowy Zarząd Związku na którego czele stanął Edward Kubalski. Organizacja została zdelegalizowana przez komunistyczne władze PRL w 1947 r. Cały czas działały natomiast gniazda sokole na emigracji.
Wszystkie informacje dotyczące organizacji podlegały peerelowskiej cenzurze. Przykładem może być interwencja cenzorska z roku 1976 dokonana wobec książki „Działalność Sokoła Polskiego w zaborze pruskim i wśród wychodźstwa w Niemczech: 1884–1920” autorstwa Anny Ryfowej. Główny Urząd Kontroli Prasy, Publikacji i Widowisk wyraził zgodę na publikację dokonując jednocześnie szereg interwencji cenzorskich. Tomasz Strzyżewski w swojej książce o cenzurze w PRL cytuje oficjalny tajny dokument urzędu kontroli podając powody i zakres ingerencji cenzorskich: „… z przyczyn politycznych, skrócona; wersja wydrukowana obejmuje lata 1884–1914. (...) nakład publikacji został zmniejszony do 300 egz., wysokość nakładu nie została uwidoczniona w metryczce książki” . Dodatkowo książka nie mogła być rozprowadzana w oficjalnej publicznej dystrybucji w PRL .

### „Sokół” w III RP: reaktywacja
Ponownie pierwsze Towarzystwo Gimnastyczne „Sokół” zostało zarejestrowane 10 stycznia 1989 w Warszawie, następnie 1 marca 1990 Związek Towarzystw Gimnastycznych „Sokół” w Polsce. W całym kraju „Sokół” zrzesza obecnie ok. 8 tys. członków zorganizowanych w ok. 80 gniazdach. W kilkuset sekcjach sportowych prowadzi zajęcia w kilkudziesięciu dyscyplinach. Kontynuując tradycję przedwojennego „Sokoła” prowadzi wśród młodzieży pracę patriotyczno-wychowawczą, krzewiąc cnoty rycerskie i obywatelskie, umacniając miłość do Ojczyzny i poczucie tożsamości narodowej. W roku 2007 był planowany szereg imprez rocznicowych m.in. rocznica śmierci Adama Asnyka (autor wiersza Do lotu Bracia Sokoły) i generała Józefa Hallera oraz 115-lecie powstania gniazda w Stryju. Wśród ważnych imprez sportowych wymienić należy: w Zgierzu VII Międzynarodowe Mistrzostwa w Tenisie Stołowym, w Bukownicy i Bukówcu Górnym Ogólnopolskie Biegi Sokoła.
23 kwietnia 2022 Związek Towarzystw Gimnastycznych „Sokół” w Polsce został odznaczony Medalem "Pro Patria". Medal został nadany przez Szefa Urzędu do Spraw Kombatantów i Osób Represjonowanych w uznaniu zasług w kultywowaniu pamięci o walce o niepodległość Ojczyzny.

## Utytułowani sportowcy „Sokoła”
W okresie międzywojennym  „Sokół” wykształcił wielu trenerów oraz wybitnych polskich sportowców. Do „Sokoła” należeli:
- mistrz Europy w boksie z 1937 r. Henryk Chmielewski[29],
- wielokrotny mistrz Polski w boksie i wicemistrz Europy z 1939 roku, olimpijczyk Józef Pisarski[29],
- trzykrotna srebrna i brązowa medalistka olimpijska w rzucie dyskiem Jadwiga Wajsówna[29],
- dwukrotny medalista olimpijski w wioślarstwie Jerzy Braun,
- 24-krotny mistrz Polski w gimnastyce Paweł Gaca,
- 11-krotny mistrz Polski w biegach długodystansowych oraz olimpijczyk Józef Noji,
- klasyfikowany przed wojną na 4. miejscu w rankingu biegaczy Czesław Wasilewski[33].
- W regionalnym gnieździe „Sokoła” swoje ćwiczenia rozpoczynał również Stanisław Cyganiewicz, trzykrotny mistrz świata w zapasach oraz mistrz świata w wolnej amerykance z 1925 r.[34].

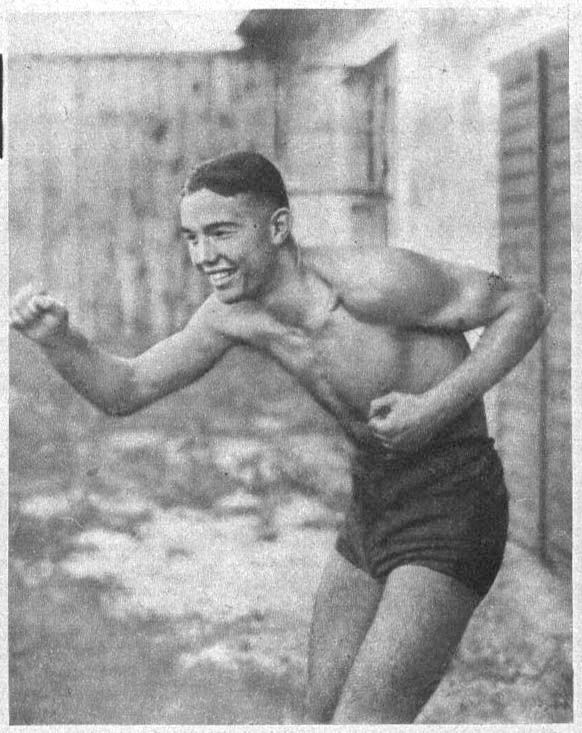
Henryk Chmielewski, mistrz Europy w boksie (1937).
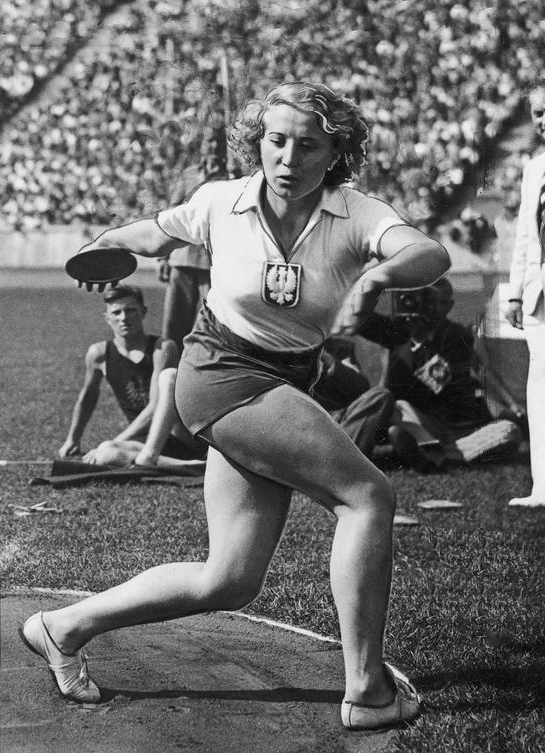
Jadwiga Wajsówna, srebrna medalistka olimpijska (1937).
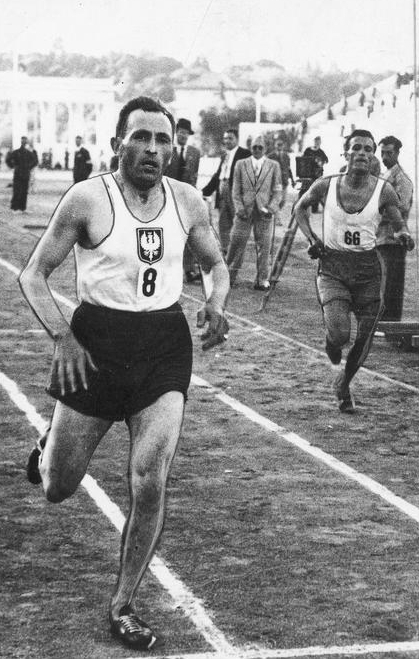
Józef Noji, 10. krotny mistrz Polski w biegach długodystansowych.
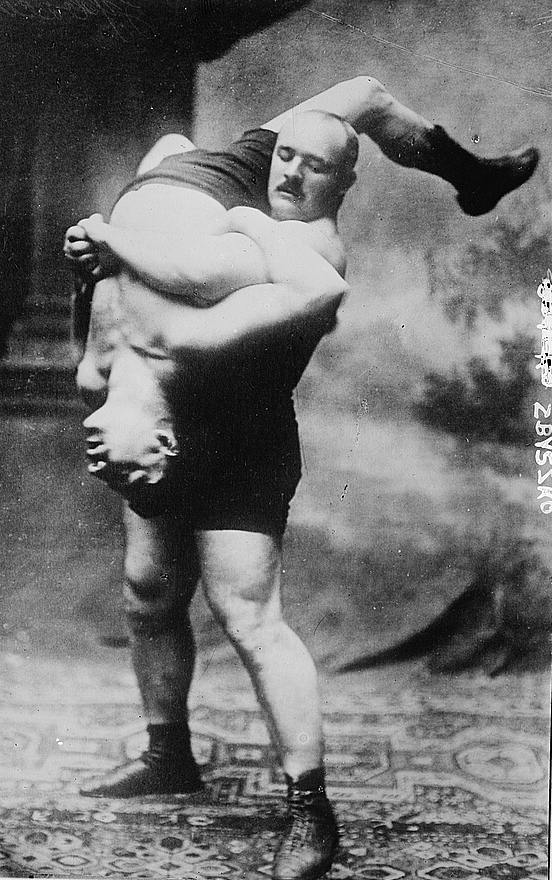
Stanisław Cyganiewicz, trzykrotny mistrz świata w zapasach.

## Działalność

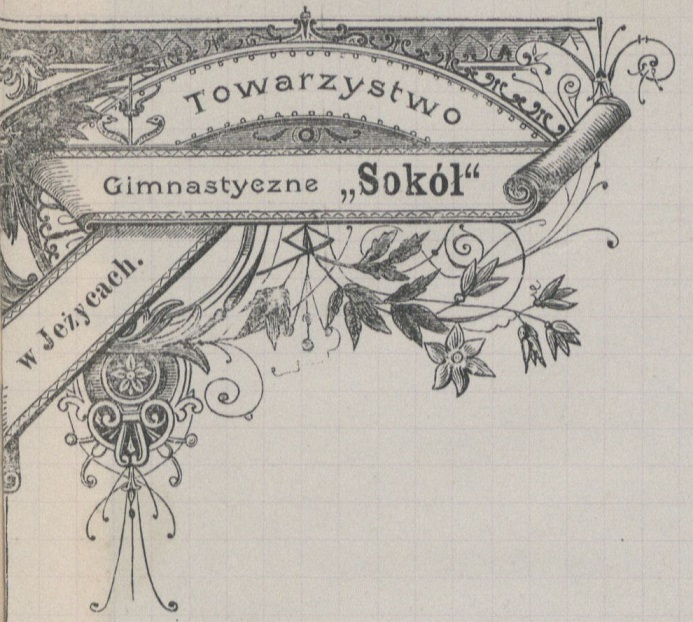
Ozdobny listownik Towarzystwa w Jeżycach (ze zbiorów Archiwum Państwowego w Poznaniu)

Celem organizacji była popularyzacja sportu oraz aktywności fizycznej. Towarzystwo przez cały okres działalności prowadziło również kursy dla kandydatów na nauczycieli gimnastyki. Statut przewidywał organizowanie pokazów gimnastycznych, letnich oraz zimowych zawodów sportowych, a także wycieczek krajoznawczych. Głównymi dyscyplinami sportowymi promowanymi przez organizację, które wpisane zostały w działalność statutową były klasyczne sporty olimpijskie, ćwiczenia gimnastyczne, szermierka, pływanie, wioślarstwo oraz „jazda na kołowcach”. Towarzystwo organizowało także zawody sportowe oraz ogólnokrajowe zloty członków.
W działalność statutową wpisane były również zbieranie funduszy oraz budowa obiektów sportowych tzw. „sokolni”, które przeznaczono do ćwiczeń. W skład kompleksów sportowych budowanych przez towarzystwo wchodziły sale gimnastyczne, bieżnie, boiska oraz stadiony. „Sokół” przeznaczał również własne środki na wyposażenie sal w przyrządy oraz przybory gimnastyczne. Podczas swojej stuletniej działalności organizacjom sokolskim udało się stworzyć rozbudowaną sieć infrastruktury służącej do uprawiania sportu w przedwojennej Polsce. Dzięki niej Sokół mógł organizować szereg imprez sportowych oraz zawodów inicjując w Polsce rozwój sportu. W oparciu o bazę obiektów Towarzystwo „Sokół” założyło w Polsce wiele sekcji oraz klubów sportowych, które istnieją do dziś.
„Sokół” dał także pośrednio początek wielu polskim klubom piłkarskim, kształtując u młodych osób modę na aktywność fizyczną i prezentując nowe dyscypliny sportu (w tym m.in. coraz popularniejszy na świecie football). Był on co prawda organizacją dość konserwatywną, preferującą gimnastykę i szermierkę nad piłkę nożną – którą uważało się za rozrywkę „plebsu” – jednak niezadowoleni z takiego podejścia i spragnieni gry na świeżym powietrzu nastoletni sympatycy futbolu (którego skosztowali właśnie na treningach w „Sokole”) opuszczali go, zakładając własne drużyny piłkarskie.
To właśnie podczas „II Zlotu Sokoła” – zorganizowanego we Lwowie 14 lipca 1894 – rozegrano pierwszy w dziejach ziem polskich prawdziwy mecz piłkarski (między reprezentacjami „Sokoła” krakowskiego a Gimnastyczno-Śpiewaczym Kołem Nauczycieli m. Lwowa, GSKN) i zobaczono premierowego gola (Włodzimierz Chomicki już w 6. minucie spotkania).
Członkowie Sokoła brali również udział w różnych zrywach powstańczych wymierzonych w zaborców. Organizacja przygotowywała kadry sprawnych i umotywowanych patriotycznie Polaków do działań wojskowych na rzecz odrodzenia Polski. „Sokół” miał również istotny wpływ na utworzenie Związku Harcerstwa Polskiego.
Dużą część członków „Sokoła” stanowiły kobiety. Już w 1900 r. w Towarzystwie Gimnastycznym „Sokół” w Poznaniu powstaje sekcja kobieca pod nazwą „Oddział kobiet gimnastykujących”. W „Sokole” Polki zakładały później wiele innych żeńskich sekcji sportowych, głównie gimnastycznych, ale także lekkoatletycznych, narciarskich czy szermierczych. W przedwojennej Polsce samych tylko kobiecych sekcji narciarskich w „Sokole” było w 1936 r. 212, a rok później – 228.

## Struktura organizacji
Centralna organizacja była nazywana Macierzą i znajdowała się we Lwowie, zaś oddziały nazywano gniazdami, które tworzyły okręgi i dzielnice. W okresie przed I wojną światową powstało kilka dzielnic, kilkadziesiąt okręgów, ponad 800 gniazd zrzeszających w sumie kilkadziesiąt tysięcy członków. W samej tylko w dzielnicy śląskiej towarzystwa w 1920 r. do „Sokoła” należało 20 000 członków rozlokowanych w 265 gniazdach. W okresie między I a II wojną światową w Związku Towarzystw Gimnastycznych „Sokół”w Polsce działało około tysiąca gniazd sokolich w okręgach zgrupowanych w sześciu dzielnicach.

## „Sokół” polski na emigracji
Również polska emigracja zakładała oddziały „Sokoła” m.in. w Niemczech, USA, Francji, Wielkiej Brytanii, czy Rosji (Polskiego Towarzystwa Gimnastycznego „Sokół” w Petersburgu). Oddziały zagraniczne brały udział w zlotach „Sokoła” polskiego w okresie międzywojennym.

## Ważne daty
- 7 lutego 1867 – zatwierdzenie statutu Towarzystwa gimnastycznego we Lwowie (pisownia oryginalna za Statutem)
- 25 lutego 1867 – zorganizowanie w Parku Jezuickim we Lwowie, za zgodą CK namiestnikostwa, zebrania założycielskiego towarzystwa
- 26 marca 1867 – Komitet Tymczasowy zaproponował na przewodniczącego towarzystwa dr. med. Józefa Millereta (późniejszego wiceprezydenta Lwowa), a na zastępcę hr. Jana Aleksandra Fredrę (syna Aleksandra)
- 1884 – rozszerzenie działalności „Sokoła” na zabór pruski (pierwsze gniazdo w Inowrocławiu)
- 1891 – powstanie pierwszego ,,Sokoła" w państwie austriackim poza Galicją, na austriackim Śląsku Cieszyńskim w Cieszynie
- 21 lipca 1894 – założenie pierwszego gniazda sokolskiego na Dolnym Śląsku we Wrocławiu w państwie niemieckim
- 25 września 1895 – założenie w Bytomiu przez robotnika Józefa Tucholskiego pierwszego gniazda „Sokoła” na Górnym Śląsku
- 25 listopada 1901 – założenie Sokoła w Królewskiej Hucie[37]
- 1905 – rozszerzenie działalności „Sokoła” na zabór rosyjski, zdominowanie przez Ligę Narodową
- 1919 – zjednoczenie organizacji dzielnicowych, skutkujące powstaniem Związku Towarzystw Gimnastycznych „Sokół” w Polsce
- 1937 – w czerwcu odbył się Zlot Sokolstwa Polskiego w Katowicach
- 1939-1988 – zakaz działalności w kraju, ale działają polskie związki sokole we Francji, USA i Anglii
- 10 stycznia 1989 – rejestracja w Warszawie pierwszego powojennego gniazda sokolego
- 5 lipca 1989 – wpisanie do rejestru przez Sąd Wojewódzki w Krakowie stowarzyszenia pod nazwą: Polskie Towarzystwo Gimnastyczne „Sokół” w Krakowie
- 20 października 1989 – I Walne Zgromadzenie Wyborcze
- 21 lutego 1990 – zjazd założycielski Związku Towarzystw Gimnastycznych „Sokół” w Polsce
- 1 marca 1990 – rejestracja działalności Związku Towarzystw Gimnastycznych „Sokół”

## Wybrane obecne i historyczne gniazda „Sokół” w granicach współczesnej i dawnej Polski

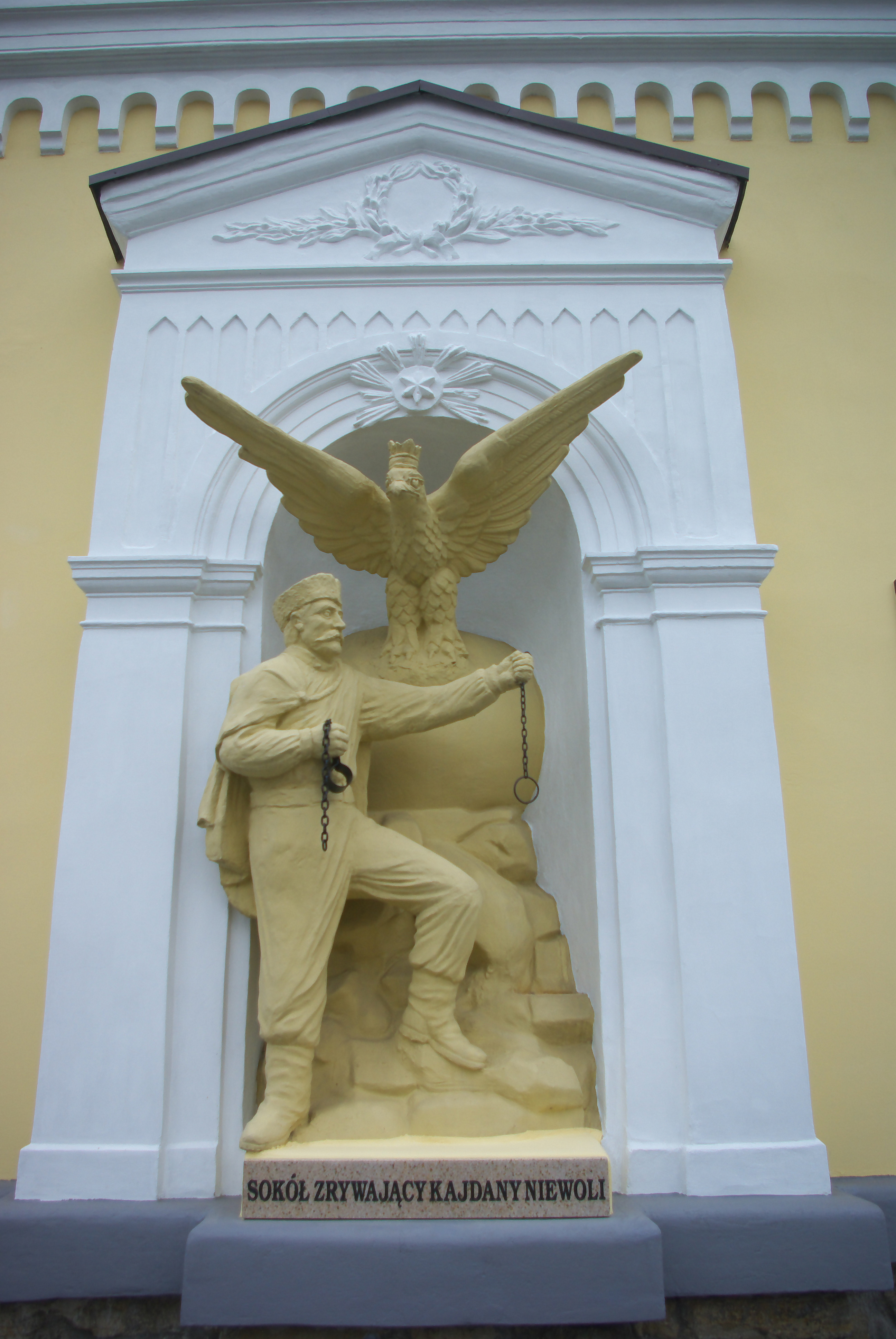
Rzeźba sokoła zrywającego kajdany niewoli orłowi – na elewacji Domu Sokoła w Sanoku

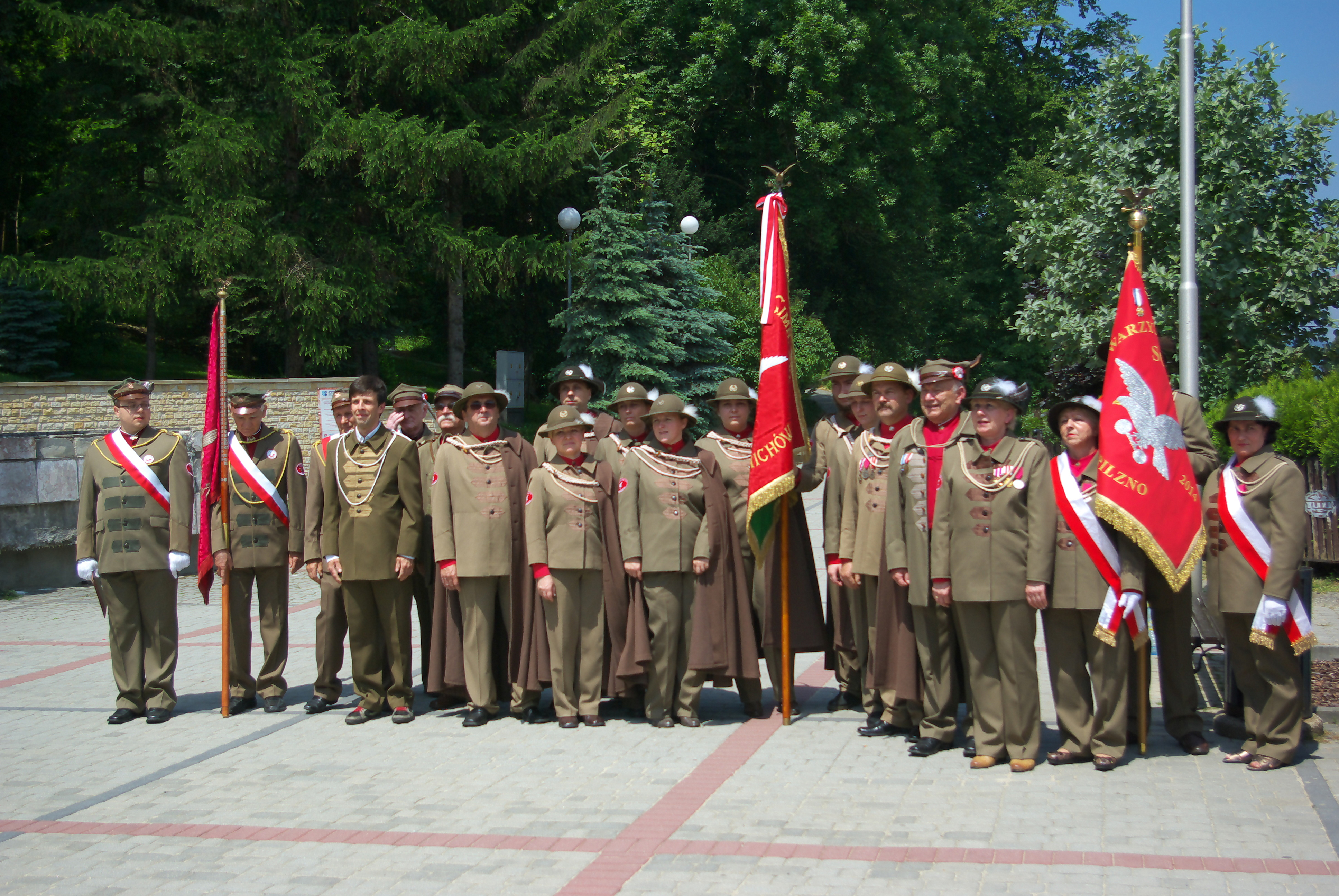
Członkowie Polskiego Towarzystwa Gimnastycznego „Sokół” podczas uroczystości 125-lecia sokolstwa w Sanoku w 2014 r.

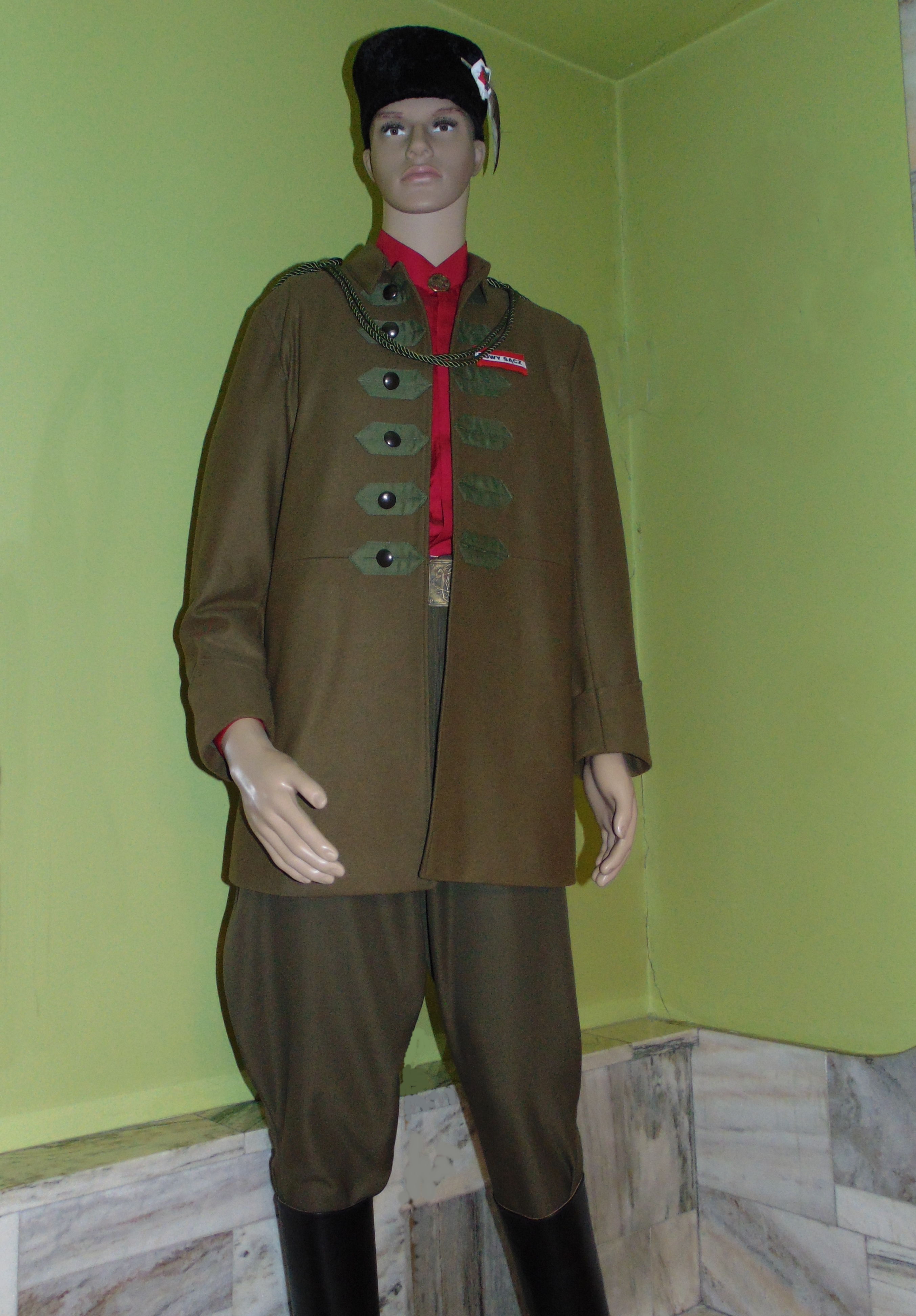
Mundur członków Polskiego Towarzystwa Gimnastycznego „Sokół” zaprezentowany w budynku Małopolskiego Centrum Kultury Sokół w Nowym Sączu

- Towarzystwo Gimnastyczne „Sokół” w Będzinie
- Towarzystwo Gimnastyczne „Sokół” w Białymstoku[38]
- Towarzystwo Gimnastyczne „Sokół” w Brzesku[39]
- Towarzystwo Gimnastyczne „Sokół” w Buczaczu (obecnie poza granicami Polski, na Ukrainie, gniazdo nie istnieje)
- Towarzystwo Gimnastyczne „Sokół” Bukówiec Górny
- Towarzystwo Gimnastyczne „Sokół” w Bydgoszczy
- Towarzystwo Gimnastyczne „Sokół” w Bytomiu
- Towarzystwo Gimnastyczne „Sokół” w Chorzowie
- Towarzystwo Gimnastyczne „Sokół” w Cieszynie
- Towarzystwo Gimnastyczne „Sokół” w Czeladzi
- Towarzystwo Gimnastyczne „Sokół” w Częstochowie (gniazdo nie istnieje)
- Towarzystwo Gimnastyczne „Sokół” w Dziedzicach (obecnie część miasta Czechowice-Dziedzice)
- Towarzystwo Gimnastyczne „Sokół” w Gdańsku[40]
- Towarzystwo Gimnastyczne „Sokół” w Gdyni[41]
- Towarzystwo Gimnastyczne „Sokół” w Grodnie (obecnie poza granicami Polski, na Białorusi, jednak gniazdo istnieje współcześnie wśród Polaków na Białorusi i Grodzieńszczyźnie)[42]
- Towarzystwo Gimnastyczne „Sokół” w Inowrocławiu
- Towarzystwo Gimnastyczne „Sokół” w Jarosławiu
- Towarzystwo Gimnastyczne „Sokół” w Katowicach
- Towarzystwo Gimnastyczne „Sokół” w Kępnie
- Towarzystwo Gimnastyczne „Sokół” w Kielcach[43]
- Towarzystwo Gimnastyczne „Sokół” w Końskich[44]
- Towarzystwo Gimnastyczne „Sokół” w Kościerzynie
- Towarzystwo Gimnastyczne „Sokół” w Krakowie
- Towarzystwo Gimnastyczne „Sokół” w Lesznie
- Towarzystwo Gimnastyczne „Sokół” w Lidzbarku
- Towarzystwo Gimnastyczne „Sokół” w Lublinie
- Towarzystwo Gimnastyczne „Sokół” we Lwowie (obecnie poza granicami Polski, na Ukrainie, gniazdo nie istnieje)
- Towarzystwo Gimnastyczne „Sokół” w Łodzi
- Towarzystwo Gimnastyczne „Sokół” w Łomży[45]
- Towarzystwo Gimnastyczne „Sokół” w Myszkowie
- Towarzystwo Gimnastyczne „Sokół” w Nowym Sączu
- Towarzystwo Gimnastyczne „Sokół” w Nowogródku
- Towarzystwo Gimnastyczne „Sokół” w Opocznie [43]
- Towarzystwo Gimnastyczne „Sokół” w Ostrowie Wielkopolskim[46]
- Towarzystwo Gimnastyczne „Sokół" w Ostrowcu
- Towarzystwo Gimnastyczne „Sokół” w Piekarach Śląskich
- Towarzystwo Gimnastyczne „Sokół” w Podgórzu, Podgórze
- Towarzystwo Gimnastyczne „Sokół” w Poznaniu
- Towarzystwo Gimnastyczne „Sokół” w Przemyślu
- Towarzystwo Gimnastyczne „Sokół” w Radomiu
- Towarzystwo Gimnastyczne „Sokół” w Rybniku
- Towarzystwo Gimnastyczne „Sokół” w Rzeszowie
- Towarzystwo Gimnastyczne „Sokół” w Sanoku
- Towarzystwo Gimnastyczne „Sokół” w Skarżysku-Kamiennej[43]
- Towarzystwo Gimnastyczne „Sokół” w Tarnopolu (obecnie poza granicami Polski, na Ukrainie, gniazdo nie istnieje)[47]
- Towarzystwo Gimnastyczne „Sokół” w Tarnowie
- Towarzystwo Gimnastyczne „Sokół” w Toruniu[48]
- Towarzystwo Gimnastyczne „Sokół” w Warszawie[49]
- Towarzystwo Gimnastyczne „Sokół” w Wieruszowie
- Towarzystwo Gimnastyczne „Sokół” w Wilnie (obecnie poza granicami Polski, na Litwie, jednak gniazdo istnieje współcześnie wśród Polaków na Litwie i Wileńszczyźnie)[50]
- Towarzystwo Gimnastyczne „Sokół” we Wrocławiu
- Towarzystwo Gimnastyczne „Sokół” w Zakopanem[51]
- Towarzystwo Gimnastyczne „Sokół” w Zawierciu
- Towarzystwo Gimnastyczne „Sokół” w Żorach
- Towarzystwo Gimnastyczne „Sokół” w Żywcu
- Oddział Wioślarski Sokoła Krakowskiego

## Przywódcy i prezesi Związku Towarzystw Gimnastycznych „Sokół” w Polsce (wykaz niepełny)
Sokół lwowski 1867–1893
- dh Józef Milleret 1867–1871
- dh Jan Dobrzanski 1871–1886
- dh Żegota Krówczyński 1886–1893

Związek Polskich Gimnastycznych Towarzystw Sokolich w Austrii 1892–1918
- dh Tadeusz Romanowicz 1892–1897
- dh Antoni Dziędzielewicz 1898–1899
- dh Ksawery Fiszer 1899–1918

Związek Sokołów Polskich w Państwie Niemieckim 1893–1919
- dh Józef Krzymiński 1893–1895
- dh Bernard Chrzanowski 1895–1919

TG „Sokół” pod zaborem rosyjskim 1905–1907
- dh Stefan Dziewulski
- dh Jan Rudnicki
- dh Kazimierz Srokowski

Związek Towarzystw Gimnastycznych „Sokół” w Polsce 1919–1939
- dh Bernard Chrzanowski 1919–1923
- dh Adam Zamoyski 1923–1936
- dh Franciszek Arciszewski 1936–1939

Uchodźstwo i konspiracja 1939–1988 m.in.
- dh Franciszek Arciszewski
- dh Edward Kubalski
- dh Jan Fazanowicz
- dh Bolesław Rozmarynowicz
- dh Wojciech Albrycht
- dh Antoni Lindner
- dh Kazimierz Tomaszewski
- dh Bolesław Makowski
- dh Roman Kaczmarczyk
- dh Wacław Kocon

Związek Towarzystw Gimnastycznych „Sokół” w Polsce 1989–2022
- dh Zbigniew Okorski 1989–1999
- dh Andrzej Bogucki 1999–2007
- dh Antoni Belina-Brzozowski 2007–2017[52]
- dh Damian Małecki 2017–?[53]

## Upamiętnienie
- W 2017 r. Sejm RP i Senat RP uczciły specjalną uchwałą 150. rocznicę powstania Towarzystwa Gimnastycznego „Sokół”[54][55][56].